# Mario Benedetti

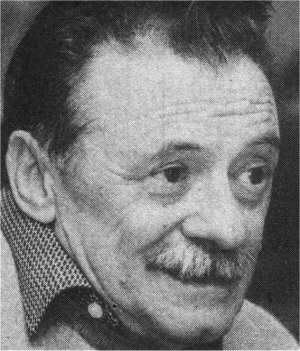
Mario Benedetti w 1983

Mario Benedetti (właśc. Mario Orlando Hamlet Hardy Brenno Benedetti Farugia) (ur. 14 września 1920 w Paso de los Toros, Tacuarembó, zm. 17 maja 2009 w Montevideo) – urugwajski dziennikarz, nowelista i poeta.
W 1946 poślubił Luz López Alegre.
W latach 1973–1985, kiedy to dyktatorską władzę w Urugwaju sprawowali wojskowi, Benedetti był zmuszony przebywać na wygnaniu w Buenos Aires, Limie, Hawanie oraz Hiszpanii. Został uhonorowany tytułem doktora honoris causa Uniwersytetu Republiki w Montevideo oraz Uniwersytetu Alicante w Hiszpanii.
26 stycznia 2006 Mario Benedetti wraz z innymi pisarzami i artystami latynoamerykańskimi, takimi jak: Gabriel García Márquez, Ernesto Sábato, Thiago de Mello,
Eduardo Galeano, Carlos Monsiváis, Pablo Armando Fernández, Jorge Enrique Adoum, Pablo Milanés, Luis Rafael Sánchez, Mayra Montero i Ana Lydia Vega, łączył się w żądaniu niepodległości dla Portoryko, którego prawo do samostanowienia w specjalnej rezolucji aprobowały partie polityczne z dwudziestu dwóch latynoamerykańskich państw.

## Twórczość

### Poezja
- La víspera indeleble (1945) (pierwsza publikacja książkowa)
- Poemas de oficina (1956)
- La casa y el ladrillo (1977)
- El amor, las mujeres y la vida. Poemas de amor (1996)
- La vida ese parentesis (1997)
- Defensa propia (2004)

### Opowiadania
- Montevideanos (1960)
- Aquí se respira bien
- Los pocillos
- Acaso irreparable
- Escrito en Überlingen
- El reino de los cielos
- Miss Amnesia

### Eseje
- El país de la cola de paja (1960)

### Powieści
- La tregua (1960)
- Gracias por el fuego (1965), Dziękuje za ogień, przeł. Monika Garpiel, Kraków: Wyd. Literackie, 1974.
- El cumpleaños de Juan Angel (1971)
- Primavera con una esquina rota (1982)
- Vientos del exilio (1982)
- Geografías (1984)
- Las soledades de Babel (1991)
- Andamios (1996)

### Sztuki
- Pedro y el capitán (1979)